# Broderick Johnson
Pour les articles homonymes, voir Johnson.
Broderick Johnson est un producteur américain.

## Biographie
Avec Andrew Kosove, il a fondé en Alcon Entertainment en 1997.

## Filmographie
- 2024 : Garfield